# Босанска Крајина
Босанска Крајина, или често само Крајина, историјско-географска је цјелина у сјеверозападном дијелу Босне и Херцеговине. За простор од Бихаћке Крајине до Врбаса, Пливе, Гламоча и Ливна овај назив се почео користити од аустроугарске окупације 1878. године. Ту су се у средњем вијеку помињале жупе Пољичка, Псетска, Хумска, Горичка, Ускопље, Плива, Лука, Земуник (Земљаник), Врбања, Трибова (Тријебово), Мел, Лушци, Бањица, Сана, Глаж, Врбас и Дубица. Тада је највећи дио овог простора обухватала област Доњи Краји, по којој је Крајина и добила име. Касније је основана угарска провинција Јајачка бановина, а након њеног пада територија је припојена Босанском санџаку у оквиру Османског царства. Назив Босанска Крајина је први пут забиљежен у историјским изворима 1593. године.

## Историја
Крајем 5. и почетком 6. вијека, на територији данашње сјеверозападне Босне и Херцеговине се налазила византијска покрајина Далмација. Почетком 7. вијека се на ту територију досељавају прво Авари, па и Словени. У спису византијског цара из 10. века Константина VII Порфирогенита "О управљању царством", пише да Словени који су покрштени по источном обреду насељавају области на западу до регије Паганије и ријеком Уном до Саве на сјеверу. Словени источног обреда су како је он написао Срби, су населили територије царства у служби Цара, како би Царевину бранили од најезда непокрштених Авара, Хуна и Варвара. У првом периоду након доласка Словена се налази у првој српској средњовековној држави под Чаславом Клонимировићем и Властимировићима, који су по легенди довели Србе и један дио Словена из своје прапостојбине "Беле Србије". Падом српске велике Кнежевине, српски обласни господар Зете (Дукље) Стефан Војислав, родоначелник династије Војисављевића успева да 1042. године збаци византијску власт, те његов син Михајло 1077. године проглашава краљевину. Син Михајла, Бодин шири државу на цијелу Босну, јужни дио Далмације, те опет у кратком периоду прави опет уједињену српску државу са њеним главним чиниоцима и територијама. Ширењем хрватске средњовековне државе, Крајина бива укључена у њу, и даљом експанзијом и цијела Босна и Херцеговина. Овај период ширења хрватске државе преко цијеле Босне се обично данас узима као доказ да је цијела Босна била насјељена хрватским католичким народом, газећи тако византијске признате списе Константина VII Порфирогенита. Многи хрватски историчари називају област Крајине и "Турска Хрватска", представљајући тако како је то историјска хрватска територија. Такође многи тврде да у области Крајине никад није прије Турака постојао православни народ, те је након доласка Турака народ "поправослављиван“. Многи манастири Српске православне цркве су изграђени у предјелу тадашње Босанске Крајине за вријеме Немањића, те и послије Косовске Битке (1389), што доказује тврдњу да су Православни Срби насјељавали овај предео и прије најезде Турака. Најпознатији манастири овог дијела Босне и Херцеговине саграђени прије турске најезде су: Манастир Липље, Моштаница, Крупа на Врбасу, Глоговац, Клисина, и многи други.
Након одвајања Босне од српске, па и од хрватске државе, Босанска Крајина припада Бановини Босни. У самом почетку развитка босанске државе Крајина није била дио младе државе. Даљом експанзијом она потпада под власт босанске Бановине, и у том облику траје скроз до турске најезде крајем 15. и почетком 16. вијека. Падом града Јајце 1463. године цијела Босна пада у састав Османског царства, те тако и Крајина. Пред сам крај 15. вијека хрватски обласни господар Јурај Микуличић у селу Бужим крај Бихаћа диже тврђаву, која пада тек 1576. године под турску управу. Убрзо након пада Бихаћа, под турску управу падају Бања Лука и Кључ. Почетком 16. вијека мађарски краљ Матија Корвин (Матија Хуњади) формира Војну крајину, као дио границе између Мађарске и Турске. Ту војску су већином чинили Православни Срби, те мањи дио католичких Хрвата и Мађара, те осталих. Од овог периода се дешава велико насељавање Православног становништва у централне и западне предјеле Лике, Баније и Кордуна, због сталних напада Османског царства и стравичних одмазда на неисламско становништво.
Цијела Босна и Херцеговина, самим тим и Босанска Крајина припада 1878. године након Берлинског конгреса Аустро-угарској монархији, те 1908. године бива анектирана. Почетком Првог свјетског рата Аустро-угарска монархија врши општу мобилизацију свих својих територија, па и Босанске Крајине. Велика већина Срба, те Хрвата и Муслимана из Крајине одлучује се за дезертерство из редова аустроугарске војске, те се пребацују у србијанску војску преко Дрине. Након уједињења Државе Словенаца, Хрвата и Срба са Краљевином Србијом 1. децембра 1918. године, цијела Босанска Крајина припада новој држави — Краљевини Срба, Хрвата и Словенаца, касније Краљевини Југославији. У оквиру Краљевине Југославије се на подручју Босанске Крајине формира Врбаска бановина са седиштем у Бањој Луци 1929. године.
Почетком Другог свјетског рата, Босанска Крајина пада под окупацију фашистичке марионетске државе НДХ. Велики број Срба, како из Книнске, тако и из Босанске Крајине бјежи преко Дрине у окупирану Србију. Највећи логор смрти на овим просторима је саграђен у Јасеновцу, градићу који лежи на лијевој обали Саве, који је служио Усташама, примио је у себе огроман број Православних Срба, те Рома, Јевреја и мањи дио нелојалних Хрвата. Како је политика тадашње НДХ била етнички очистити све нехрватске елементе из државе, у Логору је плански убијено преко пола милиона, а негде и до 700.000 Православних Срба, те исто тако велики број Јевреја, Рома и нелојалних Хрвата.

## Географија
У рељефном погледу подручје северозападне Босне и Херцеговине је типична планинско-котлинска регија. Сјеверни дио регије је претежно равничарског алувијалног карактера и обухвата области уз ушћа три главне крајишке ријеке, Уне, Врбаса и Сане у ријеку Саву. Ријека Сана се улива у Уну код Новог Града.
Поред котлинских удубљења у сјеверном дијелу регије налазе се и нешто нижи хорстови у виду планина Козаре, Мотајице и Просаре. Захваљујући довољној количини влаге и релативно плодном тлу, то је важан пољопривредни крај не само Републике Српске, него и цијеле Босне и Херцеговине.
У југоисточном дијелу регије налази се кањонска долина ријеке Врбас коју одликују доста стрме обале. Са друге стране, долина ријеке Уне је доста питома, а подручја дуж њених обала су зоне интензивне пољопривредне производње. Ријека Сана која извире код Мркоњић Града пресијеца област на два дијела — западни и источни.
Јужни дијелови су типичне високопланинске зоне. На југозападу регија је оивичена планином Динаром и ту је смјештена варошица Босанско Грахово, док је нешто сјеверније планина Грмеч. Трећа по важности и димензијама планина у овом дијелу регије је Мањача недалеко од Бање Луке.
Најнасељенија мјеста су Бања Лука (која је уједно и административни центар Републике Српске), Бихаћ и Приједор.

## Култура
Гледано историјски култура тог краја је била уско повезан са војском и врло честим ратовима који су се дешавали на овом подручју. Такође велика неприступачност терена је доста утицала на то да већина села и мањих градова није у потпуности урбанизована. Српски народ тог подручја је препознатљив и по крајишкој народној пјесми. Обично се састоји из чисто вокалног пјевања, али је временом еволуирала и у вокално-инструменталне саставе. Најпознатије коло из ове музичке бранше је "Гламочко глуво" коло. Специфичност овог кола је та што у самом колу нема музичких инструмената. Оно се игра тако што се ритам даје ногама и самим звецкањем народне ношње. Такође, у самој музици и пјесмама се редовно спомињу планине подручја, те градови, села и засеоци. Врло често се пјева о тужним судбинама младих људи које рат растави, о ратним недаћама, али и о херојским борбама и часним подвизима. Народна ношња српског народа овог региона је слична са остатком народне ношње српског етноса. Носе се класични опанци, те црне вунене панталоне. Прслук, кошуља, и капа веома слична црногорској, с тим што је оивичена са по два реда златника. Дјевојке носе такође опанке, са бијелим сукњама, те црвеним и прошараним јелецима, и бијелим марамама, које се наслањају на црвеној капи.
Највеће културно сриједиште ове регије је Административни центар Републике Српске Бања Лука, у којем се налазе сва културна и просвјетна знамења и установе српског народа Крајине.